# アルファ (ゲーム)
『アルファ』（ALPHA）とは、1986年にスクウェア(現スクウェア・エニックス)が開発、発売したコンピュータゲーム。『デス・トラップ』、『ウィル デス・トラップII』に続く同社のアドベンチャーゲームの第3作目。
発売当時のアドベンチャーゲームは1枚絵のものが数多くあった中で、本作はアニメーションを用いることで、他社の同ジャンルとの差別化を図っている。

## システム
本作はキーボードから指示を直接入力する、コマンド入力方式のアドベンチャーゲームである。プレイヤーはゲームの主人公であるクリスに対して指示を与えて行動させることで、物語を進めていく。
この時のコマンドの入力例としては、
「ミル マエ」
「ハナス オトコ」
など、「動詞」とその「対象」をスペースを入れて入力する。この時「マエ ミル」のように「動詞」と「対象」は逆でも構わない。移動するときは単に「マエ」や「ヒダリ」と方向だけ入力すればよい。
また任意の場所でセーブ及びロードすることができる。
画面左右には常にダイダロスの二面図が表示されており、自分のいる場所がドットで示されている。攻略に必須の情報というわけではなく、演出的なものである。
この当時のパソコンゲームは現在のそれと違って、難易度が比較的高めなものが多かった。本ゲームにおいてもその傾向は強く、入手したアイテムを紛失すると二度と手に入れることができないものもあり、その場合にはゲームを初めからやり直すしかない。また、重要なシーンではコマンドミスが許されず、キーボードの打ち間違いなどにも気を配らなければならない。なお、重要なシーンで失敗しても主人公のクリスが死んだりすることは無いが、それ以上進行できず、実質的にゲームオーバーとなることがある。。

なお、同社の前作である『WILL』と同様に、全てのシーンにおいて、隠れキャラクターが存在する。たとえば、人が倒れているシーンで「ケガ サワル」と入力すると「いててて」という文字が出現したり、リニアモーターカーで移動中に「マド ミル」と入力すると窓の外に忍者が出現するといった具合である。ゲームの進行上全く関係ないお遊び要素であり、これらの出現の有無で内容やエンディングが変化したりすることは無い。
BGMは後年著名となる植松伸夫が担当。パッケージにはゲーム内で使用されているBGMのアレンジバージョンと主人公クリスのイメージ曲が録音されたソノシートが封入されていた。

## ストーリー
人類は21世紀が終わらないうちに太陽系の惑星を探査し尽くしてしまい、太陽系外にある惑星の名はエリダヌス座イプシロン系アルファに目を向ける。しかし目的地までの距離は10.7光年と果てし無く遠い。人工冬眠装置なども未だ確立しておらず、目的地までには数百年の歳月が必要とされた。そこで人類は巨大な居住区を設けた恒星間航行用宇宙船「ダイダロス」を作り、ひとつの社会を形成し、自給自足の生活を営みながら、何世代にも渡って目的地までたどり着こうと考えた。
西暦2101年、人類の夢をのせた宇宙船「ダイダロス」は何万人もの人間を乗せ太陽系をたった。
そして時は流れ、最早地球を旅立った頃の人間は一人も生きてはいない。宇宙と船内しか知らない人類は、地球を旅立った時に持っていた夢や希望を語る人間は誰一人としておらず、ただ毎日を怠惰に生きている、そんな人間ばかりになってしまった。
そんな中、船内の丘にクリスという記憶喪失の少女がいた。その時、彼女の目の前の居住区で革命が始まり、爆発が起きる。爆発が起こった方へ坂道を下りたクリスは、破壊されたスタジアムの中から、火に追われた観客達が出口に殺到しているのを目撃する。クリスは誰もいなくなった近くの大型ショッピングセンターに侵入して酸素マスクを盗んで店を出たところを、中央管理局のロボットに捕まってしまいポリスセンターへ連行された。クリスは検査の為しばらく全裸で拘束されていたが、住民リストに登録されていなかったので処分の対象にならず、モニタールーム(監視室)へ通され服だけを返してもらい、釈放された。
クリスがスタジアムに戻ってきたとき、人々はやや冷静さを取り戻し革命について考え始めていた。そこへ革命派の男二人組が現れ、彼女はアジトに連行され、革命派のサブ・リーダーのアーノルドと面会する。アーノルドは機械に支配された人間の現状を不満に思っており、スタジアムで破壊行為を行ったことを明かす。また、彼は記憶がないクリスには同情的な態度を示し、一人でも多くの協力が必要だからと、クリスにも一緒に戦うよう願い出る。そこへ中央管理局のロボットが襲撃をかけてきて、クリスはまたもポリスセンターへ連行されるが前回と同様の理由で処分の対象にならず釈放された。
彼女が戻ってきたときにはアジトはすでにポリスのロボットに壊されていた。彼女は瀕死の革命派関係者からポリスセンターに捕らえられているリーダー・キースの救出を頼まれる。彼女はわざとロボットに捕まり、釈放される際ロボットに体当たりをしてレーザーガンを奪い発射、ロボットの機能を停止させた。そして、ポリスセンター内の牢屋に囚われていたキースを見つけ、救出しようとする。ところが、やってきたロボットとの交戦のさなか、ロボットの撃ったレーザーガンがキースの胸に当たり、キースの正体がアンドロイドであることが判明する。クリスは彼から「住民達を救えるのは君しかいない、メイン・コンピュータを破壊して人々をアルファに導け」と言われ、鍵を託される。クリスは、キースを失った悲しみで戦うことが出来ず、ロボットに再び捕らえられてしまった。レーザーガンは取り上げられたが、キースに貰ったゴールドキーはしっかり隠し持ったクリスは、キースの意思を受け継ぐ事を決意した。
その後、クリスは革命派のアジトからレーザーガン、ダイナマイトを入手する。さらに、ショッピングセンターからエネルギーパック、タイマーを盗み取り装備を整えるとステーションガルダに侵入し、メイン・コンピューターにタイマー付きダイナマイトを投げつける形で破壊した。
クリスは立ち入り禁止地区から宇宙船のレーダー室に侵入する。大きなスクリーンレーダーが点滅していて地球、アルファ、ダイダロスの位置が示されていた。クリスはダイダロスの現在位置を調べたが、ダイダロスはもう一年以上も前にアルファの軌道上に到着していた。何故着陸しないのか不思議に思うクリスだったが、レーダースクリーンの隅の方に小さな文字で「イカロス」と書かれているのを発見する。そして、彼女はコントロールブリッジへの入り口にこの4文字を入力して中に入る。すると、録音されていたテープが回り始め、連邦政府最高責任者のジェームズの声が再生される。
ダイダロスには、2体のアンドロイドが搭乗していた。1人は、住民達を革命によって目覚めさせる事を目的としたアンドロイド・キースであり、もう1人はダイダロスの人々をアルファに導く為のアンドロイド・クリスだった。ジェームズ達が人類を惑星アルファに送り込むことを急いだのは、当時、地球が今や滅亡せんとしているからで、クリスがテープを聞いている頃、地球は核戦争により滅亡しているだろう。
ジェームズは、「最後の望みがダイダロスの人々だ、第二の地球であるアルファに無事に着陸させよ、全ては君にかかっている」と改めてクリスへ頼んだ。
クリスはパネルの上にあるダイダロスを着陸させるためのスイッチを押すとダイダロスの着陸システムが作動し始めた。エンディングの写真には笑顔のクリス、そしてアルファに降り立つダイダロスの人々が写っていた。

## 登場キャラクター
CHRIS（）
本作の主人公(ヒロイン)。
記憶を失っており、物語開始時点では自分の名前しか思い出すことが出来なかった。その正体は、ダイダロスに乗せられた2体のアンドロイドの内の1体であり、ダイダロスの人々を第二の地球であるアルファに無事に導く事を目的としていた。
彼女の衣装は、上半身は肩当てが付いた赤とピンクのスポーツブラのような服で背中部分が開いている。手には赤いオペラグローブを身に付けている。下半身は両端に黄色い留め具が付いた面積の小さい赤いビキニパンツを穿いており、足には赤いブーツを履いている。露出度の高い格好をしている彼女だが、ロボットに連行され全裸に剥かれた際には恥ずかしかったと言っている事から羞恥心が無い訳ではないらしい。
ロボットに捕まりポリスセンターに連行されると、身に付けている全ての物を奪われ全裸にされて、手と足が鎖に繋がれるといったサービスシーンもある。クリスは住民リストに登録されていない事から、処分の対象にはならず服だけを返却され釈放される。
KEITH（）
ダイダロス船内で革命を起こした革命派のリーダー。
彼の過去についてには謎の部分が多く、詳しい事は分かっていない。その正体は、革命を起こす為にダイダロスと同時に作られたアンドロイドで、住民達を革命によって目覚めさせる事を目的としていた。
当初はポリスに捕まっており、クリスが会いに行くと、革命派を結成した理由は、住民達の自由と希望を奪い続けてきた中央管理局(ポリス)を叩き潰さなければならないという事だった。ロボットのレーザーガンで腹部に致命傷を負い、クリスへダイダロスの人々の事と鍵を託して機能を停止した。
ARNOLD（）
革命派のサブ・リーダー。
がっしりとした体付きの厳つい風貌だが、根は優しく、人情に厚い。青いサングラスをかけているが、コマンド「メガネ　トル」でサングラスを外した顔を見ることが出来て、少女漫画のようなキラキラとした眼をしてる。
実は大変なロマンチストでもある。リーダーと共に、絶大な信頼を受けている。
人間がコンピューターやロボットに支配されている事がおかしいと考えており、スタジアムで破壊行為を行った。

## 用語
DAEADALOS（）
恒星間航行用宇宙船。Max Lは23.000m。Max Dは4.500m。船体後部にはNuclear Fuel Tankが設置されている。
本作の舞台となる宇宙船で、中には居住区域が築かれている。
メイン・コンピューター
ダイダロス内で、ロボットを使役して人々を統制しているコンピューター。
住民の安全を如何なる場合でも守るために徹底した管理体制を守る以外の事はプログラミングされていない為、ダイダロスが惑星アルファに到着しても、人間がアルファに降り立つ事は出来ないようになっていた。何百年もの間未知の宇宙区間を旅する途中で、内部の人々が、絶対に死に絶える事が無いよう、徹底した管理体制をロボット達によって守らなければならなかったが、その結果、住民達は、自然と自らの意思を持たなくなってしまった。ダイダロスの住民達は世代が進むに連れて、目的や希望を失っていく。こんな状態では例えアルファに到着しても新しい環境に順応出来ないだろうとダイダロスの設計段階で予想されていた。そんな住民達を目覚めさせるためには革命を起こすしかないとキースは思い至った。　　　
ロボット
ダイダロス内で治安維持に務めている中央管理局のロボット。不気味な機械音を出し、レーザーガンを装備している。
クリスがショッピングセンターで酸素マスクを盗んだり犯罪行為を起こすと、追ってきて彼女の身柄を拘束し、ポリスセンターまで連行する。
ロボット達は全てメイン・コンピューターからの指令を受けて動いている。
一部のロボットには、重要なアイテムを隠し持っているものや、特定の条件を満たしていないと絶対に勝てないものもいる。
モーターカー
ダイダロスの居住区域内では、モーターカーが走っており、各ステーションで停車するようになっている。
カゼム
モーターカーが停車するステーションの一つ。ポリスステーション近くにあり、クリスが釈放されると重い足取りでここへ向かう事が出来る。
サロウ
モーターカーが停車するステーションの一つ。近くのスタジアムが革命により破壊された。
アレス
モーターカーが停車するステーションの一つ。ショッピングセンターを抜けた先にある。
ユライ
モーターカーが停車するステーションの一つ。
ガルダ
モーターカーが停車するステーションの一つ。
エレベーターホール
ダイダロスの要所要所に設置されており、エレベーターが一基だけ設置された小さいエレベーターホールと、三基のエレベーターが設置された大きいエレベーターホールがある。
エレベーター
ダイダロスの他の階層へ移動する為のもので、小さいエレベーターホールのエレベーターに乗るにはレッドカード、大きいエレベーターホールのエレベーターに乗るにはシルバーカードが必要である。
しかし、エレベーターの大半は「降りた途端にロボットが待ち受けていて、レーザーガンの有無に関わらず必ず逮捕される」というダミーである為、正解のエレベーターを探し当てる事も必要になってくる。
また、エレベーターの中には一方通行のものも存在する。

## 開発スタッフ
- プログラム

PC-8801版：須見昭芳、三枝旬、佐々木茂彦
PC-9801版：山本宏
FM-7版：杉谷成一、安達景太郎、森剛之
X1版：矢野栄二郎
- シナリオ：田中弘道
- グラフィック：中田浩美、渋谷員子、杉山里子、今川真奈美
- ミュージック：植松伸夫
- パッケージデザイン、広告イラスト：いのまたむつみ（ゲーム中のキャラクターデザインは別人）

## バージョン

### 8801版
全8801シリーズで動作する様に作成され、FM音源の無い8801と8801mkIIでも純正FM音源ボード（PC-8801-11)を増設することでSR以降と同じFM音源のサウンドが楽しめる。